# Шиваћа машина
Шиваћа машина је машина која служи за шивење, односно спајање делова текстила или коже помоћу игле и два конца: горњег (игленог) и доњег конца хватача. Класична или обична шиваћа машина има само једну иглу и може да обавља шивење равним зрнастим бодом, док машине за домаћинство имају и додатне уређаје, за сложеније бодове, као што су цик-цак бод, двоструки штеп, бодови машинског веза или израда рупица.

## Историја
Прву шиваћу машину изумео је Томас Сејнт (енгл. Thomas Saint) 1790. године у Лондону. Служила је за шивење коже, која се навлачила на шиљак, док је машина само провлачила конац кроз отворе на кожи. Машину за прошивање тканине у једном потезу измислио је и патентирао 1830. године француски кројач Бартелеми Тимонје (фр. Barthélemy Thimonnier). У Паризу је до 1841 његових осамдесет шиваћих машина производило одећу за војску. Међутим, у страху да ће остати без посла, ручни шнајдери такве машине нису прихватили и на крају су их уништили. Током 1830-их година, Њујорчанин Волтер Хант (енгл. Walter Hunt) направио је прву машину с папучицом, која је имала иглу при врху, а чунак испод ње је вртео конац испод тканине. Мада Волтер није много марио за свој патент и продао га је за мале паре, његов изум за машинско шивење је био први који није имитирао ручни начин шивења, чиме је отворен пут новим идејама у том смеру.
Тако је 1845. године амерички механичар Елијас Хау (енгл. Elias Howe) из Масачусетса усавршио машину с папучицом и равном иглом, која се кретала горе доле, али свој изум, патентиран 1846. године није успео да комерцијализује. Уместо тога, на основу његовог изума и непоштујући ауторска права, Ајзак Сингер је регистровао свој патент 1851. године у Њујорку и почео да производи прве Сингер машине за широку употребу. После дужег суђења 1854, одлуком Врховног суда САД патент за шиваћу машину ипак је припао Елијасу, који је после тога наплаћивао лиценцу за свој изум. И поред тога, захваљујући патенту Сингер је основао фирму, која је за мање од две године постала највећи произвођач и дистрибутер шиваћих машина у целој Северној Америци. Године 1889. иста фирма је произвела и прву електричну шиваћу машину, а две године касније и прву електричну машину за домаћинства.
Осим тога, измишљене су машине са педалом, што је омогућило да се материјал при шивењу придржава рукама. Откривена је и посебна игла за рад са вештачким материјалима, која је могла да прави цик-цак шав, Осим додавања нових могућности, развој машина за шивење ишао је и у смеру смањења њихове тежине и појефтињења. Данашњим електричним шиваћим машинама управља се стопалом или коленом, а постоје и машине којима се управља рачунаром.

### Сингерице на домаћем тржишту
Прве шиваће машине у Србији појавиле су се почетком 20. века. Европски начин одевања постајао је све прихваћенији, тако да су у исто време ишчезавали и традиционални занати ручне израде народне ношње и градских костима и других делова одеће. Током 1930-их шиваћа машина је постала готово обавезан апарат у кући. Најчешће је то била „Сингерица“, која се могла набавити и из мањих места. Сингер, као најпопуларнији произвођач у то време, имао је своја представништва у свим већим градовима широм Југославије, организовао је бесплатне курсеве шивења и кројења, а у мањим местима обезбеђивао је и бесплатан превоз. Машине су се достављале по кућама и њихово одржавање такође је било бесплатно. Цена „Сингерице“ у то време била је у висини три радничке плате. Како је на селу било мање пара, куповина шиваће машине се убрајала у трошкове венчања, и долазила као мираз.

### Багатице
После Другог светског рата, за потребе тадашње војне индустрије основана је фабрика „Владо Багат“ из Задра , која је носила име по народном хероју. Први прототип шиваће машине у Багату је израдио прецизни механичар Шиме Павић 1955. године, спајајући 160 различитих делова израђених у истом погону, на застарелим машинама, којима је фабрика располагала. Прототип је био тежак преко седам килограма и могао је да обавља ход напред и назад, цик-цак бод, полуаутоматско опшивање рупица за дугмад, прошивање дугмади, израђује девет врста шара и шије са две игле. Три године касније отпочела је и серијска производња домаћег прототипа, по лиценци италијанске фирме (итал. Necchi). Багатов најпознатији и најстарији модел био је „Славица“, уз коју је ишао и ормарић, а касније су се појавили и други модели: „Вишња“, „Ружа“ „Јадранка“. Багат је био једна од већих фабрика шиваћих машина у Европи и запошљавала је око 3.500 радника. Током 90-их је пала под стечај, из кога је изашла трансформисањем у деоничарско друштво. У даљем периоду, због лошег пословања ппоново се нашла под стечајем 2001 , да би 2002. престала са радом. Готово сва њена имовина је распродата, а фабрика струшена. „Багатице“ се као половне машине на тржишту могу наћи и сада, а многи сервисери и даље врше њихово одржавање и оправку, набављајући потрошни материјал из иностранства и купујући делове преко огласа. Од 2004. године, домаћа компанија Беобагат (основана од стране мајстора Багата), наставила је традицију, односно сервис и  производњу резервних делова за Багат шиваће машине.

## Шивење
При шивењу се конац, помоћу игле провлачи кроз материјал, а затим везује са другим концем, при чему долази до спајања, ојачавања или украшавања материјала. Место на текстилном материјалу на коме се конац провлачи кроз материјал назива се убод или бод. Код машинских бодова, убоди игле кроз материјал се врше у једнаким размацима, а бодови се међусобно повезују. Разлика између бодова састоји се у начину формирања и примени. Могу се поделити на:
- зрнасте, који су равни и чврсти, теже се парају и троше мање конца
- ланчане, који су еластични, лако се парају и троше доста конца

Једна од најкоришћенијих врста бодова су рубни бодови. Настају на ивици материјала који се шије. Њихова ширина износи 3 - 10mm. Места где долази до повезивања делова текстилног материјала називају се шавови и они настају повезивањем бодова. Шавови могу бити отворени, обично за делове тканине који неће бити видљиви, и затворени, када се ивице тканине смештају унутар шава.

## Основни делови машине за шивење
Све шиваће машине имају три основна дела:
- радни део, односно глава машине, који обухвата све радни механизме и уређаје који обављају шивење, међу њима један од најбитнијих је машинска игла
- погонски део, односно електромотор, који покреће машину и друге радне механизме
- помоћни део: радни сто и постоље који обезбеђују стабилан положај и нормалан рад[1]:

### Машинска игла
Машинска игла је слична обичној игли за шивање, с том разликом што се ушица игле за провлачење конца налази на врху, са супротне стране од главе игле. Најчешће се користе равне игле, али постоје и игле заобљеног облика за порубе. Делови равне игле су:
1. глава игле
2. тело игле
3. дубљи жлеб, штити горњи конац он напрезања
4. краћи жлеб, штити конац од трења док игла пролази кроз тканину
5. ушица
6. усек
7. врх

Игле се означавају дебљином тела игле (d) израженој у стотим деловима милиметра и могу се наћи са вредностима од Nm40 до Nm160. Типа и дебљине игле за шивење одговарају дебљини тканине и врсти конца са којом се шије.

### Папучица
Папучица или стопица служи за транспорт тканине, притиска је током шивења, а у неким случајевима и помера. Помоћу посебног точкића могуће је регулисати притисак, који за еластичне тканине треба да буде мањи, а за дебље већи. Постоје папучице различитих облика и функција, уз универзалну папучицу код машина за домаћинства, обавезно долази и папучица за ушивање патент-затварача.

### Подешавања
На машини за употребу у домаћинству могуће је регулисати ширину и дужину, односно густину бода, смер шивења (напред или уназад), напетост горњег и доњег конца (што утиче на квалитет и изглед бода), брзину шивења (код неких модела), као и одабрати одређену врсту бода, преко точка или типке (код компјутеризованих модела). Готово сви модели располажу могућношћу скидања продужетка постоља ради лакше обраде, при чему машина добија облик „слободног рукава“.

### Тип контроле
Најпопуларнији су они са електромеханичком контролом. Најбоље опције су електронски или помоћу рачунара.

### Трансфер
Може бити хоризонтална, вертикална и окретна. Већина има хоризонтални шатл.

### Операције шивења
Један од главних показатеља статуса. Што више операција јединица може извести, то боље. То могу бити различите врсте шавова, као и украсни елементи. Најбољи примери на руском тржишту опреме за шивење имају до 200 различитих операција. Треба имати на уму да повећање броја операција доводи до повећања цене шиваће машине.

## Специјалне машине за шивење
Осим класичних машина за шивење, у текстилној индустрији се користе и специјалне машине, за обављање само одређених врста бодова, као што су машина са рубним бодовима, са кућиштем главе у облику блока, за опшивање делова текстилног производа, машина са две игле (двоигловка) за двоструки бод, која може имати уграђен посебан уређај за опсецање материјала на одређеној удаљености од игле, машина за цик-цак бодове. У циљу повећања продуктивности користе се и краткошавни (нпр. израда рупица, учвршћења, за ушивање дугмади) и дугошавни аутомати за шивење. Овакве машине аутоматски изводе комплетну операцију, после које се саме заустављају, аутоматски одсецају конац и ослобађају израђени део.

## Одржавање
Током свог радног века шиваћа машина захтева редовно одржавање: чишћење помоћу четкица, да би се отклонила ситна влакна од текстила и конци, који остају после шивења, као и подмазивање делова који се тару, специјалним машинским уљем, како би се спречило њихово загревање и хабање у току рада.